# Saverio della Gatta
Saverio della Gatta, ook Xavier della Gatta, (Lecce, 8 september 1758 - ca. 1829) was een Italiaans kunstschilder, actief van circa 1777 tot 1827.

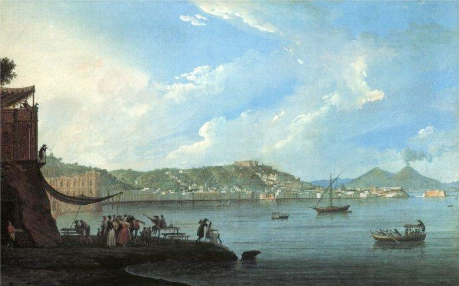
Golf van Napels, met op de achtergrond de Vesuvius.

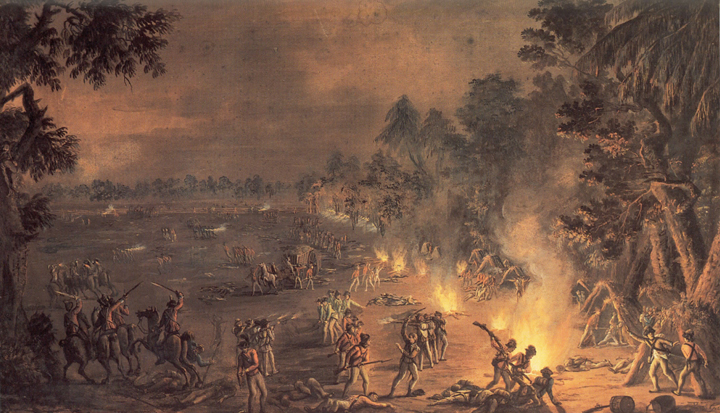
Slag bij Paoli, Pennsylvania (1777) uit 1782

## Biografie

### Italië
Della Gatta studeerde als leerling van Giacomo Cestaro aan de Accademia del Disegno, de ontwerpacademie van Napels die nu onderdeel is van de Accademia di Belle Arti di Napoli.
Della Gatta is een van de bekendste Gouacheschilders uit Napels in de 18e eeuw. Hij schilderde veelal het leven en de landschappen rondom Napels. Zijn stijl komt sterk overeen met die van onder meer Pierre-Jacques Volaire (1729-1799). Della Gatta schilderde veelal de populairste zichtpunten rond de baai van Napels. Het wordt dan ook gedacht dat hij veelal schilderijen naschilderde van andere Napolitaanse schilders uit zijn tijd, waaronder die van Giovanni Battista Lusieri (1755-1821). In het eind van de 18e eeuw was de Vesuvius bijzonder actief, en deze is daardoor op een groot aantal schilderijen van Della Gatta rokend terug te zien, zo ook de uitbarsting in 1794.

### Buiten Italië
Della Gatta verwierf ook populariteit buiten Italië, getuige de schilderijen die in de twintigste eeuw bij veilingen in Londen opdoken en het feit dat hij tevens in het Frans ondertekende (Xavier della Gatta). Ook schilderde hij bijvoorbeeld de Slag bij Paoli en zeer vermoedelijk ook de Slag bij Germantown, die vlak na de Slag bij Brandywine plaatsvonden. Deze schilderijen maakte hij vermoedelijk voor een Britse officier en aangenomen wordt dat hij hierbij hulp kreeg van iemand die deelhad aan de slag.

## Veilingen
Internationaal worden bij diverse veilinghuizen tegenwoordig schilderijen van Della Gatta geveild.
- Gemeinsame Normdatei: 123356806
- Library of Congress Control Number: no2014019720
- RKD-Nederlands Instituut voor Kunstgeschiedenis: 30410
- Système universitaire de documentation: 196507200
- Union List of Artist Names: 500023512
- Virtual International Authority File: 95826215
- WorldCat: E39PBJvxyRmK8WpT4xmqvVxv73